# Powiat trzebnicki
Powiat trzebnicki är ett administrativt distrikt (powiat) i sydvästra Polen, tillhörande Nedre Schlesiens vojvodskap. Distriktet är belägen i norra delen av vojvodskapet, norr om staden Wrocław, och hade 79 482 invånare i juni 2010. Huvudort och största stad i distriktet är Trzebnica.

## Administrativ kommunindelning
Distriktet omfattar sex kommuner (gminy), varav fyra kombinerade stads- och landskommuner och två landskommuner.

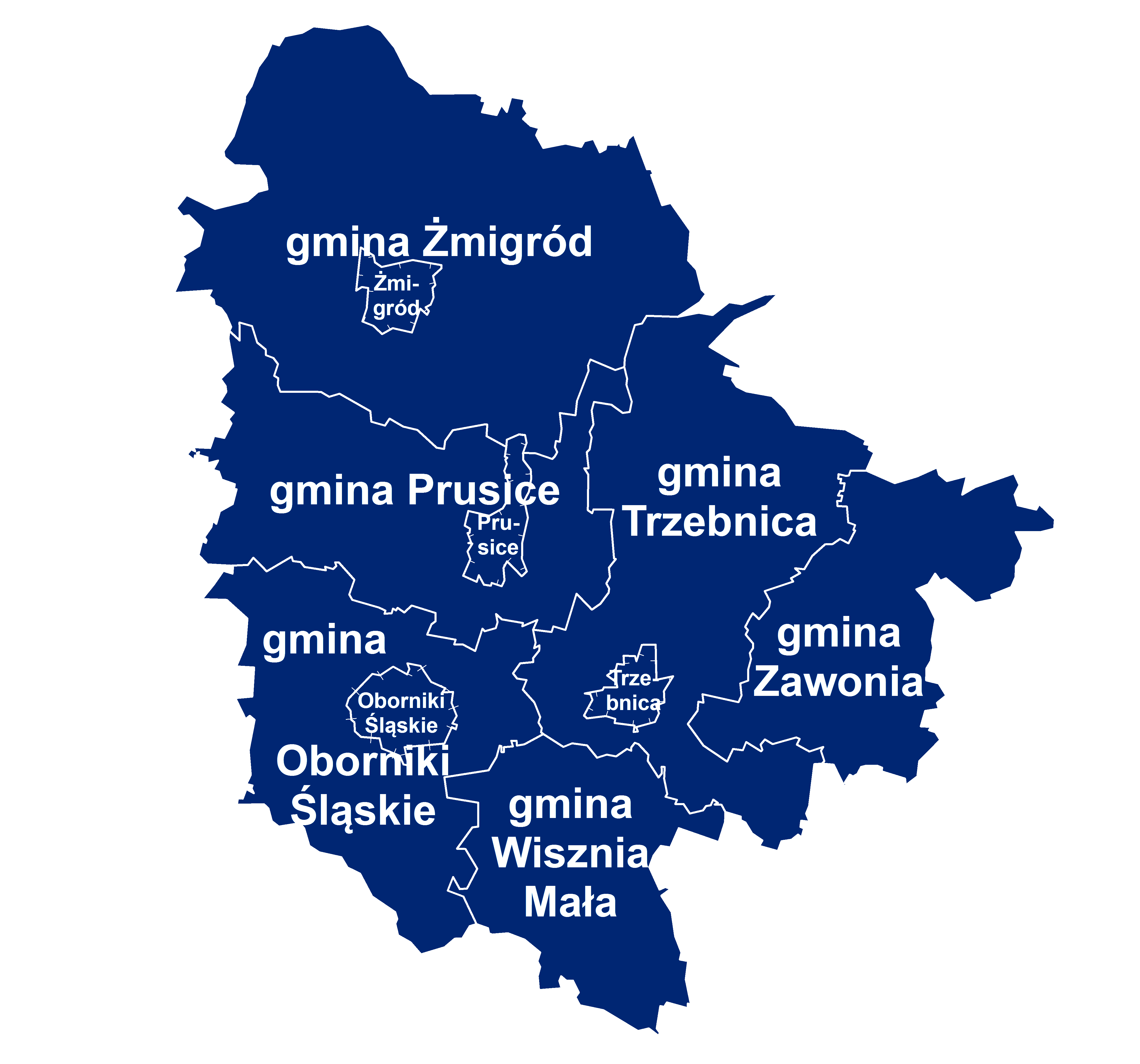
Kommunindelning

### Stads- och landskommuner
- Oborniki Śląskie
- Prusice
- Trzebnica
- Żmigród

### Landskommuner
- Wisznia Mała
- Zawonia